# A-TEAM
A-TEAM（えーちーむ）は水城正太郎が主宰するクリエーター集団。
複数の作家・ライターが所属。「日本一気軽に仕事を頼めるクリエイター集団」をキャッチフレーズに活動している。
なお、下位組織として同人誌発行団体「サークルかなぶん」を擁する。サークル発行同人誌のブランドは『金澤文庫』（かなざわぶんこ）。

## クリエーター一覧
- 水城正太郎
- 斎藤ゆうすけ
- 枯野瑛
- 貝花大介
- 天野透
- 嵯峨野みや
- 鷹守真咲
- 橘圭
- 恒屋和弘
- 新井輝
- 栗原かずさ

## 金澤文庫一覧
- 軽文芸 ドラクロワ LIGHT

A-TEAM作家による同人誌。タイトル・体裁などは『ドラゴンマガジン』をモデルとしている。
キャッチフレーズは『日本一お気楽なエンターテイメントノベル同人誌 』
掲載作品
カニのげんこつ（水城正太郎 / 挿絵：しのざきあきら）
カオスエンジェルス・アドベンチャー（橘圭）※ ゲームブック
強制執筆てるみちゃん（新井輝 / 挿絵：しまだわかば）
実験二人称小説「妹とのコト」（橘圭）
夢を鬻ぐ船（貝花大介）
頂を越えろ（貝花大介）
竜の銀嶺（枯野瑛）※ ゲームブック
砂漠の英雄と子ネズミの私闘（水城正太郎）※ ガンダム二次創作小説